# Флай (гейзер)
Гейзерът Флай (на английски: Fly Geyser) е изкуствен гейзер, разположен в северозападната част на американския щат Невада. Намира се на надморска височина от 1230 метра, а височината му е само около метър и половина. В известен смисъл това дори не е гейзер, а постоянен термален източник (гейзерите изригват на определен период от време). Флай изригва вода в четири постоянни струи, а минералите и водораслите, които се отлагат придават странни и причудливи цветове наоколо.

## История
Гейзерът се появява вследствие на човешка намеса и възниква случайно. През 1917 година на това място копаят за кладенец, при което се появява гейзер, но той спира да съществува през 1964 г. когато при сондажни работи най-вероятно е пробит геотермален подземен басейн, при което се появява новият гейзер Флай. Днес той продължава да расте и да създава тераси и около 30-40 малки водни басейна на площ от 30 хектара.
През 2016 година, проект на Бърнинг Мен закупува едноименното ранчо, на чиято територия се намира гейзерът. Днес той е недостъпен за широката публика, но в бъдеще се планира достъп.